# Johann Konstantin Ferber
Johann Konstantin Ferber, Johann Constantin Ferber, Jan Konstanty Ferber (ur. 1704 w Gdańsku, zm. 22 października 1746 w Spandau) – gdański prawnik i dyplomata pruski.

## Życiorys
Jego ojcem był Johann Sigismund Ferber, kilkakrotnie pełniący funkcję burgrabiego w Gdańsku (1724, 1728, 1731, 1736). Syn studiował prawo (Jurisprudenz) w Gimnazjum Akademickim w Gdańsku (Athenäum Danzig, Athenaeum gedanense) (1718-1721). W 1730 ukończył studia uniwersyteckie we Francji. Pełnił funkcję rezydenta Prus w Gdańsku (1738-1740). Później przebywał w Lubece i Berlinie. Został uznany za szpiega za zdradliwą korespondencję z wiedeńskim dworem, i na polecenie Fryderyka Wielkiego stracony w Spandau.